# Lónya (folyó)
A Lónya (horvátul: Lonja) egy folyó Horvátországban, a Száva bal oldali mellékvize. 

## Leírása
A Lónya az Ivaneci-hegység délkeleti lejtőin, 270 méteres magasságban ered. Felső szakaszán dombos területen halad át a Kemléki-hegység és a Medvednica között, majd a Lónyamezőn mintegy 40 km-en át parhuzamosan fut a Szávával. Torkolata előtt két ágra válik szét, amelyek közül az Öreg-Lónya (Stara Lonja) Lonja falu közelében ömlik a Szávába, a bal oldali ág pedig Trebež néven 5 és fél km-re lejjebb torkollik a Száva-folyóba. A folyó teljes hosszúsága 132,5 km, vízgyűjtő területe 5944 km². Magas vízállás esetén a Lónya és mellékfolyói rendszeresen elárasztják a Lónyamezőt.
Főbb mellékvizei a Csázma, a Kutenya, az Ilova, a Pakra és a Trebež.
Települések a Lónya mentén: Donje Makojišće, Breznički Hum, Radešić, Vinično, Jarek Bisaški, Čret Bisaški, Borenec, Podvorec, Mirkovec Breznički, Bisag, Tkalec, Komin, Keleminovec, Polonje, Marinovec Zelinski, Krečaves, Obrež Zelinski, Mlaka, Negovec, Peskovec, Lonjica, Lipovec Lonjski, Tedrovec, Tarno, Lepšić, Opatinec, Ivanić-Grad, Stružec.